# Janvier Charles Mbarga
Janvier Charles (ur. 27 września 1985 w Jaunde) – piłkarz kameruński grający na pozycji bramkarza. Mierzy 185 cm wzrostu.

## Kariera klubowa
Mbarga urodził się w stolicy Kamerunu, Jaunde. Profesjonalną karierę piłkarską rozpoczął w klubie Canon Jaunde. W swojej karierze grał też w zespołach FC Botoșani, Cotonsport Garua, Union Duala, Salala SC oraz Apejes FC de Mfou.

## Kariera reprezentacyjna
W 2008 roku Mbarga został powołany przez selekcjonera Otto Pfistera do reprezentacji Kamerunu na Puchar Narodów Afryki 2008, z którego przywiózł srebrny medal za wicemistrzostwo Afryki. Na turnieju był rezerwowym i nie wystąpił w żadnym spotkaniu.